# Триша Хелфер
Триша Џенин Хелфер (енгл. Tricia Janine Helfer; рођена 11. априла 1974) је канадска глумица и бивши супермодел. Позната је по улози сајлонског модела Број Шест у ТВ серији Свемирска крстарица Галактика. Хелфер је немачког, шведског, француског и норвешког порекла.
Триша је рођена и одрасла у руралном делу Доналде, у Округу Стелтер, канадска држава Алберта, на фарми својих родитеља. Кели Стреит, скаут модне агенције, открио је Тришу док је стајала у реду локалног биоскопа. Тада је имала 17 година.

## Модел
Триша Хелфер је у својој каријери била модел разних реномираних модних креатора као што су Ралф Лорен, Версаће, Шанел, Долче и Габана, Кристијан Диор, Живанши и Ђорђо Армани. Била је лице са насловних страна Космополитана, Воуга, Ела, а у неколико наврата сликала се и за Максим. Године 2007. проглашена је за 57. на Максимовој листи 100 најсексипилнијих жена. Исте године Хелфер се сликала нага за фебруарско издање Плејбоја. Триша је 2002. године одлучила да оконча каријеру супермодела како би се бавила глумом.